# Dans les griffes de Borgia
Pour plus de détails, voir Fiche technique et Distribution.
Dans les griffes de Borgia (La notte del grande assalto) est un film de cape et d'épée franco-italien réalisé par Giuseppe Maria Scotese et sorti en 1959.

## Synopsis
Dans la Romagne du XVe siècle, le comte Fabio et sa sœur Isabella vivent dans le château des Fabi, sur les Apennins. À la cour vivent également le capitaine Zanco et Maltese, en réalité deux traîtres au service des Borgia. Marco da Volterra se lie d'amitié avec eux, mais il est mis en garde par Maya, la femme de Zanco : peu après, le comte Fabio est tué dans un piège tendu par les deux hommes.
Marco tombe amoureux d'Isabella, mais les deux bandits l'emprisonnent et menacent de le rendre aveugle : pour le sauver, Isabella accepte la cour de Zanco et se fiance avec lui. Avec ce mariage, Zanco espère devenir maître du château, qu'il maintiendra sous la domination de César Borgia, mais Marco sort de prison et prépare rapidement l'assaut du château en engageant tous les bandits de la région.
Le lendemain, César Borgia et Catherine Sforza arrivent avec leurs armées respectives, aux côtés de Zanco et Marco. Dans un combat au corps à corps avec Marco, Zanco est tué et Borgia est contraint de se replier sur ses terres, tandis que Marco épouse Isabelle.

## Fiche technique
- Titre français : Dans les griffes de Borgia[2]
- Titre original : La notte del grande assalto[3]
- Réalisation : Giuseppe Maria Scotese
- Scénario : Giuseppe Maria Scotese, Arnaldo Marrosu
- Photographie : Pier Ludovico Pavoni
- Montage : Otello Colangeli
- Musique : Carlo Rustichelli
- Décors : Franco Fontana (it)
- Sociétés de production : Italcaribe, Paris Interproductions (PIP)
- Pays de production :  Italie -  France
- Langue originale : italien
- Format : couleurs - 2,35:1 - Son mono - 35 mm
- Genre : film de cape et d'épée
- Durée : 95 minutes
- Dates de sortie : 
  - Italie : 28 octobre 1959
  - France : 29 juin 1960

## Distribution
- Sergio Fantoni : Marco da Volterra
- Agnès Laurent : Isabella di Fabi
- Fausto Tozzi : Capitaine Zanco
- Kerima : Maya
- Gianni Rizzo : le Maltais
- Giacomo Rossi Stuart : Comte Fabio
- Olga Solbelli : Caterina Sforza
- Aldo Pini : Rinaldo
- Alberto Farnese : Cesare Borgia
- Alfredo Varelli : Nicola Renzi dit Mezzanotte
- Luisa Mattioli : servante d'Isabelle